# Catherine Dunnette
Catherine Dunnette (Calgary, 14 maggio 1980) è una schermitrice canadese.

## Palmarès
In carriera ha conseguito i seguenti risultati:
- Giochi Panamericani:

Santo Domingo 2003: bronzo nella spada a squadre.
- Campionati Panamericani:

2007: oro nella spada individuale.